# Luis San Martín
Luis Dagoberto San Martín Vergara (Santiago, Chile, 10 de enero de 1953 - detenido desaparecido, diciembre de 1974) era Estudiante de Agronomía en la Universidad de Chile, militante del Movimiento de Izquierda Revolucionaria (MIR) y detenido desaparecido durante la dictadura militar. Era exalumno del Liceo de Aplicación. Tenía 21 años al momento de su detención.

## Detenido por la DINA
Nunca regresó a su domicilio familiar, el 17 de diciembre de 1974, en la vía pública fue detenido Luis Dagoberto San Martín, por agentes de la DINA. Días antes su familia había visto como civiles vigilaban la casa, incluso llegaron a su domicilio preguntando por él. Ex presos políticos han dado testimonio que vieron detenido a Luis en el centro de detención llamado Venda Sexy.
El centro de detención Venda Sexy era una casona en calle Irán con Los Plátanos, en la comuna de Macul. Desde ese recinto, es donde Luis fue visto por los demás detenidos, desde ese lugar se pierde el paradero de él. Una ex detenida en ese recinto recuerda: “"Ese mismo día en la tarde volví a ver a San Martín, tirado en una colchoneta en un pasillo. Esa noche me sacaron de la pieza donde estaba y me dijeron que podía dormir en el pasillo, donde había colchonetas, como estaba allí San Martín, me puse a su lado y conversé con él, le dije que como estaba y me dijo que estaba mal, ya que lo habían torturado mucho. Yo estaba vendada, por lo que solamente le toqué las muñecas las que tenía con marcas de alambre y los pulgares sueltos, ya que lo habían colgado de ellos. Me preguntó si sabía algo de su polola, manifestándome cómo se llamaba y las características de ella. Le conté que la había conocido en el baño y que se encontraba bien. Ese día en la mañana, San Martín, cuando lo llevaron al baño se desmayó por lo que nos llevaron a varios de nosotros para sacarlo de allí y lo dejamos en el pasillo y de allí los guardias se lo llevaron a la pieza de las mujeres, donde había camarotes más blandos y después supe que habían llamado médico y que se lo habían llevado luego. Después de esto no volví a saber más de San Martín."

## La búsqueda de Verdad y Justicia

### Su familia exige Justicia luego de su detención
La madre de Luis, Lidia de las Mercedes Vergara Hernández, presentó un recurso de amparo, el 9 de enero de 1975, ante la Corte de Apelaciones de Santiago, donde da cuenta de los hechos de la detención de su hijo. Se solicitó que se decreten las medidas conducentes a dar con su ubicación como determinar la situación jurídica que lo afecta. El 27 de enero agregó al recurso de amparo que en diligencias efectuadas por la familia en el campo de prisioneros de Tres Álamos donde se les informó que el afectado "posiblemente " estuviera allí, por lo cual se solicita que se oficie al Comandante de Tres Álamos para que informe sobre la presencia del amparado en dicho recinto. La Segunda Sala de la Corte de Apelaciones de Santiago ordenó instruir un sumario al Octavo Juzgado del Crimen para averiguar la posible comisión de un delito con ocasión de la desaparición del amparado. Todas las consultas realizadas a organismos del gobierno fueron contestadas informando que "Luis Dagoberto San Martín Vergara no se encuentra detenido".
El 19 de febrero de 1975 se rechazó el recurso de amparo, se reiteró la orden de investigación al Octavo Juzgado del Crimen, este Tribunal ordenó al servicio de Investigaciones que hiciera las consultas pertinentes y un detective consultó al Servicio Nacional de Detenidos, el que contestó que: "no tiene antecedentes sobre: Luis Dagoberto San Martín Vergara". El juez del Crimen solicita al Instituto Médico Legal verificar si se encuentra registrado el ingreso del cadáver de Dagoberto San Martín, lo que es contestado negativamente. La investigación llega a su fin el 12 de diciembre de 1975 cuando se declara cerrado el sumario por lo que se dicta sobreseimiento en consulta. El 29 de enero de 1976 la Corte de Apelaciones apruebo el sobreseimiento temporal de la causa.

### Informe Rettig
La familia de Luis San Martín presentaron su testimonio ante la Comisión Rettig, Comisión de Verdad que tuvo la misión de calificar casos de detenidos desaparecidos y ejecutados durante la dictadura. Sobre el caso de Luis, el Informe Rettig señaló que:

“El 17 de diciembre de 1974 fue detenido en Santiago Luis Dagoberto SAN MARTIN VERGARA, aparentemente vinculado al MIR. El detenido desapareció en poder de la DINA según el testimonio de testigos que dan cuenta de su permanencia en el recinto denominado la Venda Sexy.
La Comisión está convencida de que su desaparición fue obra de agentes del Estado, quienes violaron así sus derechos humanos”.

### Proceso judicial en democracia
Luego de la detención de Pinochet en Londres, junto con la interposición de las querellas contra Pinochet se activaron los juicios de derechos humanos. El caso de Luis San Martín fue investigado por el ministro en Visita Alejandro Solís. El 9 de noviembre de 2004, el ministro Alejandro Solís dictó sentencia en caso de Luis, en su resolución el magistrado condenó al exdirector de la DINA Manuel Contreras a la pena de 15 años de presidio, a los exagentes Raúl Iturriaga Neumann a la pena de 10 años y un día de presidio, Miguel Krassnoff y Gerardo Urrich a la pena de 3 años y un día de presidio, ambos en calidad de cómplices. Los condenados están acusados del delito de secuestro en la persona de Luis San Martín, acreditándose por testigos que se encontraba en el recinto de detención denominado Venda Sexy.
Cuando el exdirector de la DINA, Manuel Contreras fue notificado de la sentencia de Luis San Martín en la cual se le condenaba a la pena de 15 años de prisión, expresó su rechazo a esta condenada al señalar: "En la Dirección de Inteligencia Nacional no hubo ninguna política de tortura ni tampoco de detener gente para asesinarla ni cosas por el estilo. Jamás se ordenó"
En segunda instancia el caso fue resuelto el 19 de abril de 2005, cuando la III Sala de la Corte de Apelaciones de Santiago confirmó la sentencia dictada en primera instancia por el juez Alejandro Solís contra los agentes de la DINA, En un fallo dividido la Tercera Sala ratificó las condenas dictadas contra la cúpula de la DINA encabezada por el general Manuel Contreras.
El caso judicial de Luis San Martín concluyó el 28 de mayo de 2007, cuando la Corte Suprema ratificó la sentencia condenatoria del magistrado Alejandro Solís, considerando culpables del delito de secuestro. El exagente Raúl Iturriaga interpuso un Recurso de Inaplicabilidad contra los ministros de la Corte de Apelaciones que fallaron a favor de la sentencia condenatoria, se señaló que incurrieron en el delito de prevaricación. Para argumentar esta solicitud los querellantes aseguran que los jueces incurrieron en esa falta porque fallaron un caso por delitos de lesa humanidad de acuerdo con los tratados internacionales de derechos humanos y no por la ley de Amnistía. El pleno de la Corte Suprema resolvió desechar el recurso de inaplicabilidad. Los magistrados, además, dejaron a firme las sentencias dictadas contra la cúpula de la DINA por el ministro Alejandro Solís.
Luego de que la Corte Suprema rechazara su presentación, quedando la sentencia firme el condenado Raúl Iturriaga Neumann no se presentó en tribunales para ser notificado de la sentencia, por lo que se declaró en “rebeldía”. Pero esta situación de “prófugo” sólo le duró 52 días dado que agentes de Investigaciones lo encontraron en la ciudad de Viña del Mar, por lo que fue trasladado para ser notificado ingresando luego al penal de Punta Peuco para que cumpla con su condena.

## Memoria
En el lugar donde realizó sus estudios secundarios, el Liceo de Aplicación se le realizó un homenaje colocando una placa que recuerda que fue un alumno de ese establecimiento. Al momento del descubrimiento de la placa estaban presentes el rector del establecimiento educacional, los padres de Luis San Martín, como compañeros de generación del Liceo de Aplicación.